# Michael Hollick
Michael Andrew Hollick (født 5. august 1973 i Brooklyn, New York) er en amerikansk skuespiller. Han er mest kendt for at lægge stemme til Niko Bellic i computerspillet Grand Theft Auto IV.
Han bor nu i Las Vegas. Hollick er gift med skuespillerinden Angela Tsai og har 2 børn.